# Bulbophyllum glaucifolium
Bulbophyllum glaucifolium là một loài phong lan thuộc chi Bulbophyllum.